# Diplocaulobium kirchianum
Diplocaulobium kirchianum là một loài thực vật có hoa trong họ Lan. Loài này được (A.D.Hawkes & A.H.Heller) P.F.Hunt & Summerh. mô tả khoa học đầu tiên năm 1961.